# 舞台姐妹
《舞台姐妹》（英語：Stage Sisters），又名《舞台姊妹》，是一部由上海電影製片廠製作的劇情類電影，於1965年上映，由王林谷、徐進、謝晉編劇，謝晉導演，並由謝芳、曹銀娣、上官雲珠、李緯等主演。《舞台姊妹》是中國內電影史上的經典作品之一，它曾獲得英國第24届倫敦國際電影節「英國電影學會年度獎」、馬尼拉國際電影節「金鷹獎」及菲格拉達福茲國際電影節「評委獎」。

## 故事大綱
故事發生在廿世紀三十年代，童養媳竺春花（謝芳 飾）被婆家的人追趕至一個小型越劇戲班「陽春舞台」，邢師傅（馮奇 飾）及女兒花旦邢月紅（曹銀娣 飾）因可憐春花而求班主和尚阿鑫（鄧楠飾）將她收留。之後月紅和春花結爲金蘭姐妹，並成為戲班深受歡迎的台柱。
戲班到紹興演出時，豪紳倪三（董霖 飾）欲調戲月紅未逞，便勾結警察，以女性演戲有傷風化爲由要緝拿月紅。春花為救月紅被綁示衆，邢師傅更被警察打死。爲了料理邢師傅後事，月紅和春花賣身於班主阿鑫。
阿鑫解散戲班，帶月紅和春花到上海的一間戲院投靠唐經理（李緯 飾）。唐經理讓月紅和春花頂替正在臥病的台柱「越劇皇后」商水花（上官雲珠 飾），二人迅速走紅。後來當紅的月紅漸漸看不起同伴，更在燈紅酒綠中墮落，並嫁給下流的唐經理，商水花因被唐抛棄而自殺。春花勸月紅離開唐經理不果，金蘭姊妹因而反目。
因受到記者江波（高放 飾）的影響，春花組織姐妹班演出魯迅小說改編的《祝福》，大受歡迎。之後春花欲團結越劇界，聯合公演進步戲。唐經理為了破壞演出，指使阿鑫以石灰弄盲春花；事敗後，唐脅迫月紅供認自己是主謀，結果月紅在法庭上昏倒......
解放後，春花隨劇團到浙江農村演出，重遇月紅，姐妹重拾舊好，開始新的舞臺生涯。

## 演員表
| 演員     | 角色     | 備註                                                   |
| 謝芳     | 竺春花   | 越劇演員，童養媳出身                                   |
| 曹銀娣   | 邢月紅   | 越劇演員，竺春花的結拜姐妹，嫁與唐經理                 |
| 上官雲珠 | 商水花   | 越劇演員，曾是紅極一時的越劇台柱                       |
| 李緯     | 唐經理   | 戲院老闆                                               |
| 鄧楠     | 和尚阿鑫 | 戲班班主，戲班解散後帶竺春花及邢月紅到上海後投靠唐經理 |
| 馮奇     | 邢師傅   | 邢月紅之父，戲班師傅                                   |
| 高放     | 江波     | 記者                                                   |
| 沈鳳娟   | 小香     |                                                        |
| 徐才根   | 金水     |                                                        |
| 馬驥     | 錢大奎   |                                                        |
| 羅靜宜   | 俞桂卿   |                                                        |
| 吳伯芳   | 小春花   |                                                        |
| 沈浩     | 沈家姆媽 |                                                        |
| 董霖     | 倪三老爺 | 紹興的豪紳                                             |
| 史久峰   | 紹興阿柄 |                                                        |

## 獲獎
1980年，獲得英國第24届倫敦國際電影節「英國電影學會年度獎」。
1981年，獲得菲律賓馬尼拉國際電影節「金鷹獎」。
1983年，獲得葡萄牙第12届菲格拉達福茲國際電影節「評委獎」。